# 플라비우스 달마티우스
이 문서는 감찰관에 대해 다룹니다. 감찰관의 아들인 카이사르 (335-337) 플라비우스 달마티우스에 대해서는 달마티우스 참조하시오.

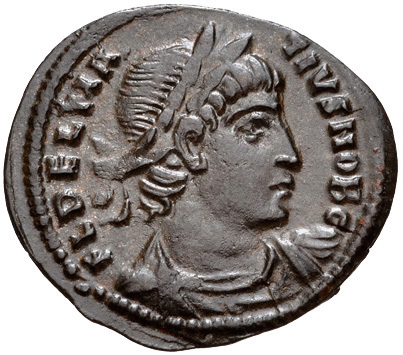

감찰관 달마티우스로도 알려진 플라비우스 달마티우스 (337년 사망)는 감찰관 (333년)이자 4세기 초 로마 제국을 통치했던 콘스탄티누스 왕조의 일원이었다.
달마티우스는 콘스탄티우스 클로루스와 플라비아 막시미아나 테오도라의 아들로 황제 콘스탄티누스 1세의 이복형제였다.
달마티우스는 갈리라의 Tolosa에서 어린 시절을 보냈다. 그의 두 아들 달마티우스와 한니발리아누스가 이곳에서 태어났을 가능성이 있다. 320년대 중반 플라비우스 달마티우스는 콘스탄티노플로 돌아와 그의 이복형의 궁정으로 돌아갔고 333년 집정관 겸 감찰관으로 임명되었다.
안티오크에서 플라비우스는 강역의 동쪽 경계 보안을 담당했다. 이 기간 동안 그는 살인 혐의로 기소 된 아리우스주의의 중요한 반대자인 알렉산드리아의 아타나시우스 주교 사건을 조사했다. 334년 플라비우스는 키프로스에서 자신을 황제라고 선언한 칼로카에로스의 반란을 진압했다. 이듬해에 그는 아타나시우스의 생명을 구하기 위해 몇 명의 군인을 티로스 의회에 보냈다.
그의 두 아들은 콘스탄티누스 황제의 행정부 하에서 중요한 관직에 임명되었지만 플라비우스 달마티우스와 그의 아들들은 337년 5월 황제의 죽음에 뒤이은 숙청으로 살해당했다.